# Frank Morley
Frank Morley   (Woodbridge, 9 de setembre de 1860 - Baltimore, 17 d'octubre de 1937) va ser un matemàtic anglès, resident als Estats Units.

## Vida i Obra
Morley, de família quàquera, va fer estudis secundaris a la seva ciutat natal i universitaris al King's College, Cambridge, en el qual es va graduar el 1884. Els tres anys següents va ser professor del Bath College (Somerset). El 1887 va emigrar a Pennsilvània, per ocupar un lloc docent al centre quàquer Haverford College.
El 1900 va ser nomenat catedràtic de matemàtiques de la Universitat Johns Hopkins, en la qual va romandre fins a la seva jubilació del 1928. Durant la seva estança en aquesta universitat, va dirigir més de cinquanta tesi doctorals, va ser editor de la revista American Journal of Mathematics i president de la Societat Americana de Matemàtiques (1919-1920).

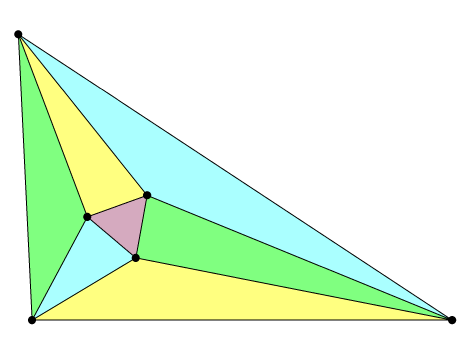
El triangle de Morley

Morley és recordat pel que molts matemàtics van anomenar en el seu temps el Miracle de Morley: una propietat molt amagada de les trisectrius dels angles d'un triangle i que avui coneixem com el teorema de les trisectrius de Morley:
Les trisectrius dels tres angles de qualsevol triangle adjacents a cadascun dels costats s'intersequen en tres punts que formen un triangle equilàter.